# NGC 7103
NGC 7103 (другие обозначения — PGC 67124, ESO 531-15, NPM1G -22.0349, AM 2137-225) — эллиптическая галактика (E1) в созвездии Козерог.
Этот объект входит в число перечисленных в оригинальной редакции «Нового общего каталога».